# 14 Весов
14 Весов (лат. 14 Librae), HD 131992 — двойная звезда в созвездии Гидры на расстоянии приблизительно 353 световых лет (около 108 парсек) от Солнца. Видимая звёздная величина звезды — +6,957m.

## Характеристики
Первый компонент — белая звезда спектрального класса A2-3V, или A2. Масса — около 1,949 солнечной, радиус — около 2,253 солнечного, светимость — около 15,591 солнечной. Эффективная температура — около 7860 K.
Второй компонент — красный карлик спектрального класса M. Масса — около 373,15 юпитерианской (0,3562 солнечной). Удалён в среднем на 1,868 а.е..